# Naussac (Aveyron)
Naussac – miejscowość i gmina we Francji, w regionie Oksytania, w departamencie Aveyron. W 2013 roku jej populacja wynosiła 373 mieszkańców. 